# Massachusetts (Bee Gees)
Massachusetts è un brano musicale scritto ed interpretato dai Bee Gees, pubblicato come singolo nell'agosto del 1967 ed in seguito inserito nell'album  Horizontal.
È stato il primo singolo del gruppo ad arrivare al primo posto nel Regno Unito. Ancora più significativamente, il singolo inoltre è stato anche il primo brano di un artista non giapponese ad arrivare in vetta alla classifica dei singoli più venduti in Giappone.
La canzone è interpretata da Robin Gibb nella parte principale, e dai fratelli Barry Gibb, e Maurice Gibb. Barry Gibb e Vince Melouney si occuparono delle chitarre, Maurice Gibb del basso, e Colin Petersen della batteria. L'arrangiamento era di Bill Shepherd.
La canzone è stata anche il secondo brano suonato da BBC Radio 1, dopo Flowers in the Rain dei The Move.
Laurent Voulzy omaggiò tale canzone citandone il ritornello nel suo singolo Rockollection del 1977.

## Tracce
1. Massachusetts
2. Barker of the U.F.O.

## Classifiche
| Paese (1967)  | Posizione massima |
| ------------- | ----------------- |
| Australia     | 1                 |
| Austria       | 1                 |
| Belgio        | 1                 |
| Canada        | 1                 |
| Cile          | 1                 |
| Francia       | 4                 |
| Germania      | 1                 |
| Giappone      | 1                 |
| Italia        | 5                 |
| Norvegia      | 1                 |
| Nuova Zelanda | 1                 |
| Paesi Bassi   | 1                 |
| Sud Africa    | 1                 |
| Svezia        | 1                 |
| Regno Unito   | 1                 |
| Stati Uniti   | 11                |